# Kati (langue)
Pour les articles homonymes, voir Kati.
Le kati (ou bashgali, kamkata-vari) est une langue indo-iranienne du groupe des langues nouristanies, parlée en Afghanistan, dans le Nouristan, ainsi que dans quelques localités du Chitral, au Pakistan.

## Dialectes
La langue est divisée entre plusieurs dialectes et est parlée dans deux régions séparées par les vallées de langue prasun.

## Sources
- (ru) A.Л. Грюнберг, Kати язык in Языки мира. Дардские и нуристанские языки. Moscou: Indrik, 1999, p.101-118  (ISBN 5-85759-085-X)
- (en) Kendall D. Decker, Languages of Chitral. Sociolinguistic Survey of Northern Pakistan, Volume 5, Islamabad, National Institute of pakistan Studies, Quaid-i-Azam University, 1992.